# Jean Phaure
Jean Phaure, né le 26 novembre 1928 à Cholon en Indochine et mort le 13 octobre 2002 à Paris, place du Marché-Sainte-Catherine sur l'emplacement du  clos Sainte Catherine du Val des Écoliers, est un poète et écrivain français d’inspiration ésotérique chrétienne et catholique. Il se définissait lui-même comme poète et métaphysicien. Il a consacré de nombreuses pages à la symbolique de l’architecture religieuse et du nombre.

## Biographie
Il fut Supérieur Inconnu Initiateur dans l'Ordre martiniste.
Il fut également conférencier (près de 2500 conférences à son actif) dans les domaines pré-cités mais aussi sur la Cyclologie. Il affectionnait particulièrement les promenades-conférences in situ lui permettant d'orienter son sujet par rapport aux quatre directions de l'espace selon l'optique de la géographie sacrée.
Jean Phaure estime que la fin du monde et donc de l'âge de Fer arrivera entre 2026 et 2030.

## Œuvres

### Ouvrages
- Le cycle de l'humanité adamique : Introduction à l'étude de la cyclologie traditionnelle et de la fin des temps, Dervy, 1973, réédition 2016, 614 p. (ISBN 978-2-84454-759-0, présentation en ligne)[7].
- Le Sel d'Enfance, Millas-Martin, 1970.
- Cantate du Temps et de l’Éternité, (poésie), Le Boreggo, 1987.
- Le Pèlerin de Paris, (anthologie poétique de 1947-1969, extraite de "Vent De Vivre").
- Dix Neuf Histoires d'Amour.
- L'Abbaye Notre-Dame du Lys, 1980.
- Atlantis - Hugo et Baudelaire devant Dieu.
- Introduction à la géographie sacrée de Paris : barque d’Isis, Éditions du Borrego, 1985, 141 p. (ISBN 978-2-904724-04-6, présentation en ligne).
- La France mystique de la Gaule à la fin des temps : réflexions méta-historiques sur l'histoire de France, Dervy-Livres, 1986, 202 p. (ISBN 978-2-85076-188-1).
- Les Portes du IIIe Millénaire - Les Astres, les Prophéties et la Fin de l'Histoire, Ramuel, 1994.

### Textes de films documentaires
- Notre-Dame de Paris : Rosace du monde, 1977[8],
- Le Mont Saint-Michel et l’archange lumière, 1978,
- Versailles : le palais temple du Roi Soleil, 1978,
- Paris : arche du temps, 1981,
- Reims : cathédrale du sacre, 1981[9].